# Codex Augiensis

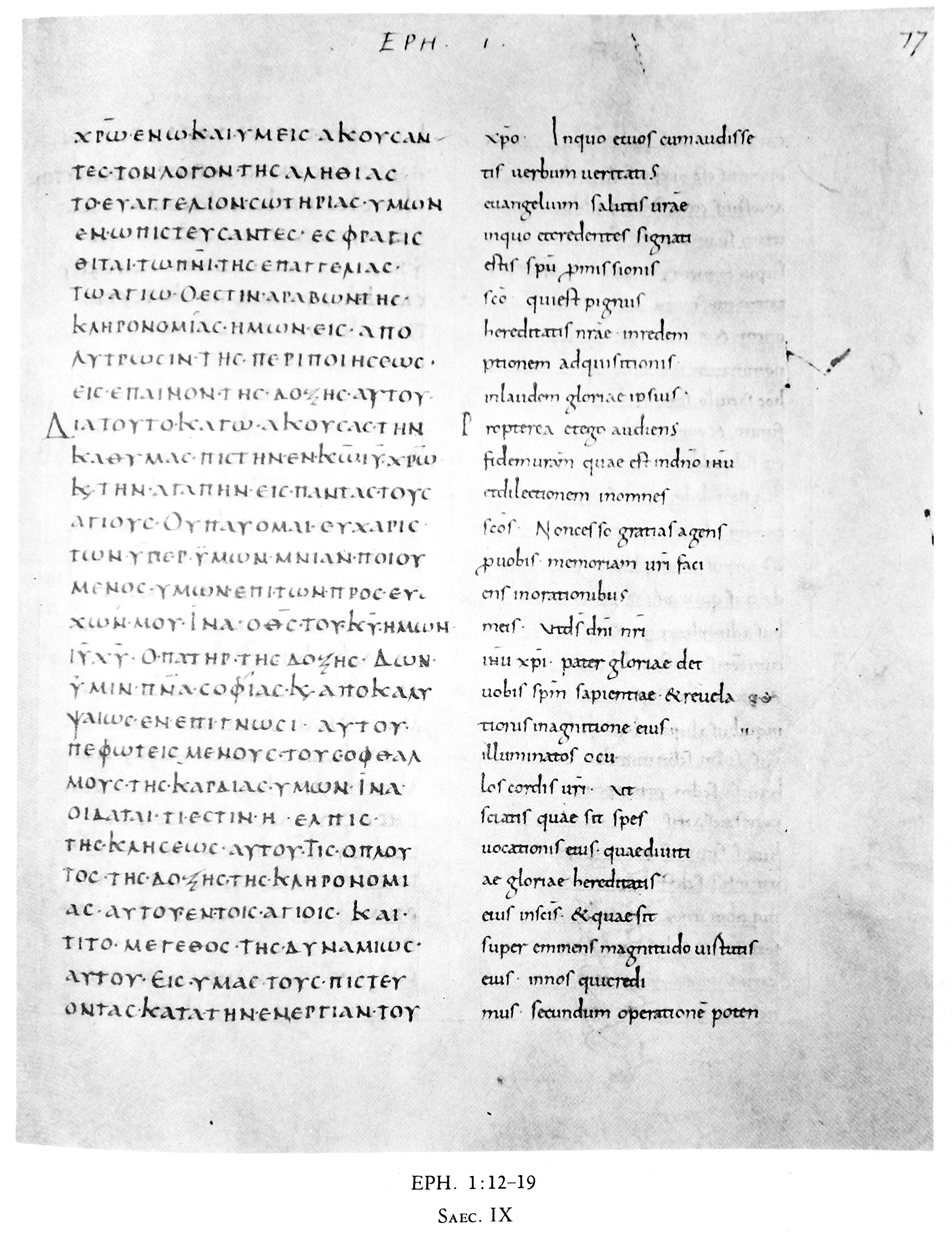
Codex Augiensis

Codex Augiensis (Gregory-Aland no. Fp sau 010) este un manuscris în limba greacă al Bibliei datând de la începutul secolului al IX-lea.
Manuscrisul cuprinde 136 foi cu dimensiunea 23×19 cm.
În prezent, acest codex se găsește la Trinity College (Cat. number: B. XVII. 1) din Cambridge.